# Maserati Levante
La Maserati Levante (codice progetto M161) è la prima autovettura di tipo SUV della casa automobilistica italiana Maserati appartenente al segmento E prodotta dal 2016.
Basata sulla concept car Maserati Kubang, che esordì nel 2011 al Salone dell'automobile di Francoforte, è stata costruita nello stabilimento Fiat Mirafiori di Torino. Presentata al pubblico al Salone dell'automobile di Ginevra nel marzo 2016, è in vendita in Europa a partire da maggio dello stesso anno.

## Storia e profilo

### Maserati Kubang

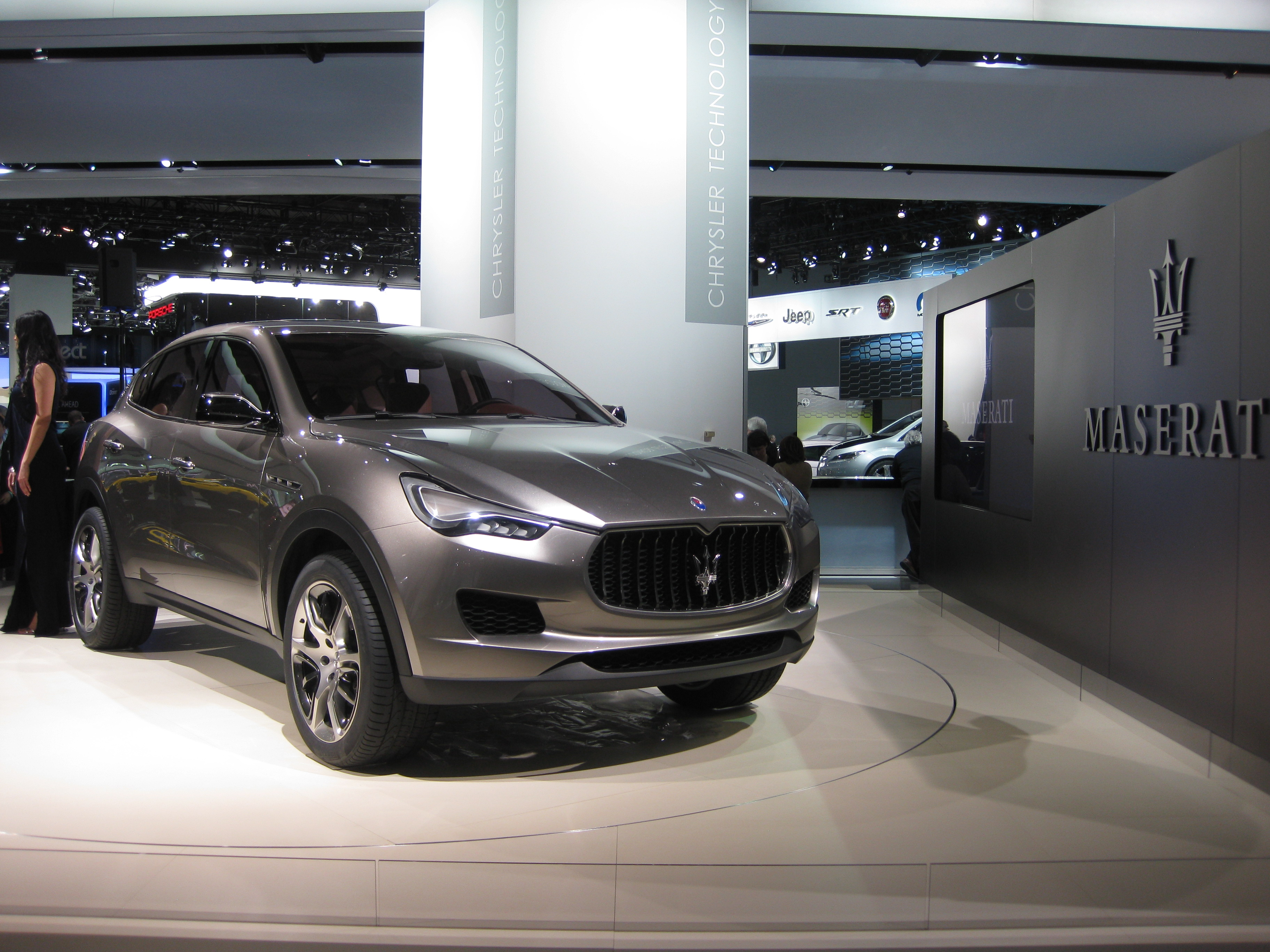
Maserati Kubang

La Maserati Levante è stata anticipata da due prototipi di SUV chiamati entrambi Maserati Kubang. Il primo è stato presentato nel 2003 e il secondo nel 2011.
Nel 2011, la Kubang era realizzata sulla base della Jeep Grand Cherokee. Dopo un'analisi strategica da parte della FCA sulla produzione di serie, l'amministratore delegato Sergio Marchionne decide che il SUV sarà tutto italiano, costruito su una piattaforma non in comune con una Jeep e con motore Maserati.

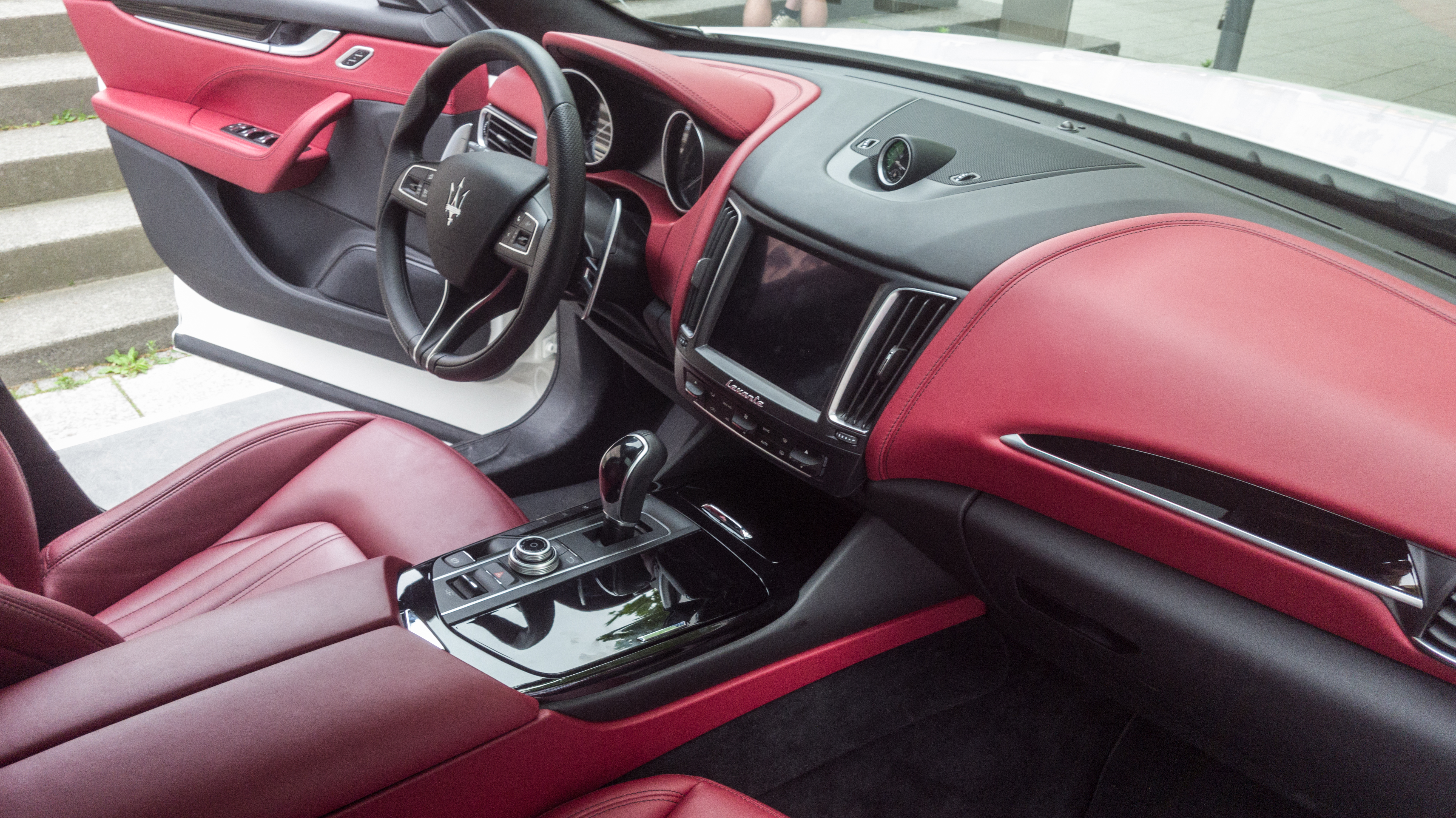
Interni

Questa decisione si è poi tradotta in un ritardo nella messa a punto del progetto Levante, che è stato poi basato sulla piattaforma della Maserati Ghibli ed eredita da essa anche i motori, lo stesso motore V6 da 3 litri benzina e Diesel che già equipaggia la berlina modenese.

## Versioni
Maserati Levante è inizialmente disponibile in un unico allestimento, che comprende di serie accessori quali i proiettori bixeno con luci diurne a LED, sistema infotainment "MTC Plus" con schermo touchscreen da 8,4″, interni in pelle, sospensioni pneumatiche "Skyhook" impostabili su 5 diversi livelli di altezza e portellone posteriore apribile elettricamente. La vettura è poi personalizzabile con differenti pacchetti di accessori, riguardanti il comfort, la sicurezza attiva e lo stile. Con il "Model Year 2018" vengono introdotte due versioni differenti, in aggiunta alla configurazione di base: l’allestimento "Granlusso", disponibile anche con interni in seta firmata Ermenegildo Zegna, e "Gransport", con un look più sportivo, dotato di spoiler posteriore e protezioni anteriori e posteriori argento satinato o color nero lucido, oltre ai sedili sportivi adattivi con regolazioni elettriche e memoria. Sempre con l'aggiornamento "MY 2018", grazie all’adozione del nuovo servosterzo elettrico (in luogo di quello idraulico), risultano disponibili nuovi dispositivi "ADAS" (advanced driver-assistance systems), quali il monitoraggio dell’angolo cieco attivo e il sistema "Highway Assist", che combina l’azione del cruise control adattivo a quella dell’assistente di corsia (lane assist), gestendo in maniera parzialmente autonoma sterzo, freno e acceleratore, permettendo alla vettura di mantenere la distanza di sicurezza dal veicolo che precede, nonché di restare all’interno della propria corsia. Al Goodwood Festival of Speed di luglio 2018 è stata presentata la gamma 2019 del modello, ora disponibile con proiettori a matrice di LED adattivi, sistema di controllo integrato del veicolo IVC, nuovi tinte esterne e inediti disegni per i cerchi in lega (fino a 22″), oltre a nuove rifiniture per gli interni, che ora presentano alcune componenti (leva del cambio, sistema multimediale) ridisegnate per risultare maggiormente ergonomici. In questa occasione, inoltre, sono state presentate le varianti a 8 cilindri del SUV modenese: Levante GTS da 530 CV (anteprima assoluta) e Levante Trofeo 580 CV (già presentata al salone di New York, qui in anteprima europea). La Levante 2019 in allestimento Gransport (disponibile con i motori V6 benzina e Diesel) presenta paraurti ridisegnati, ispirati alle varianti V8 Turbo benzina del veicolo sopracitate.

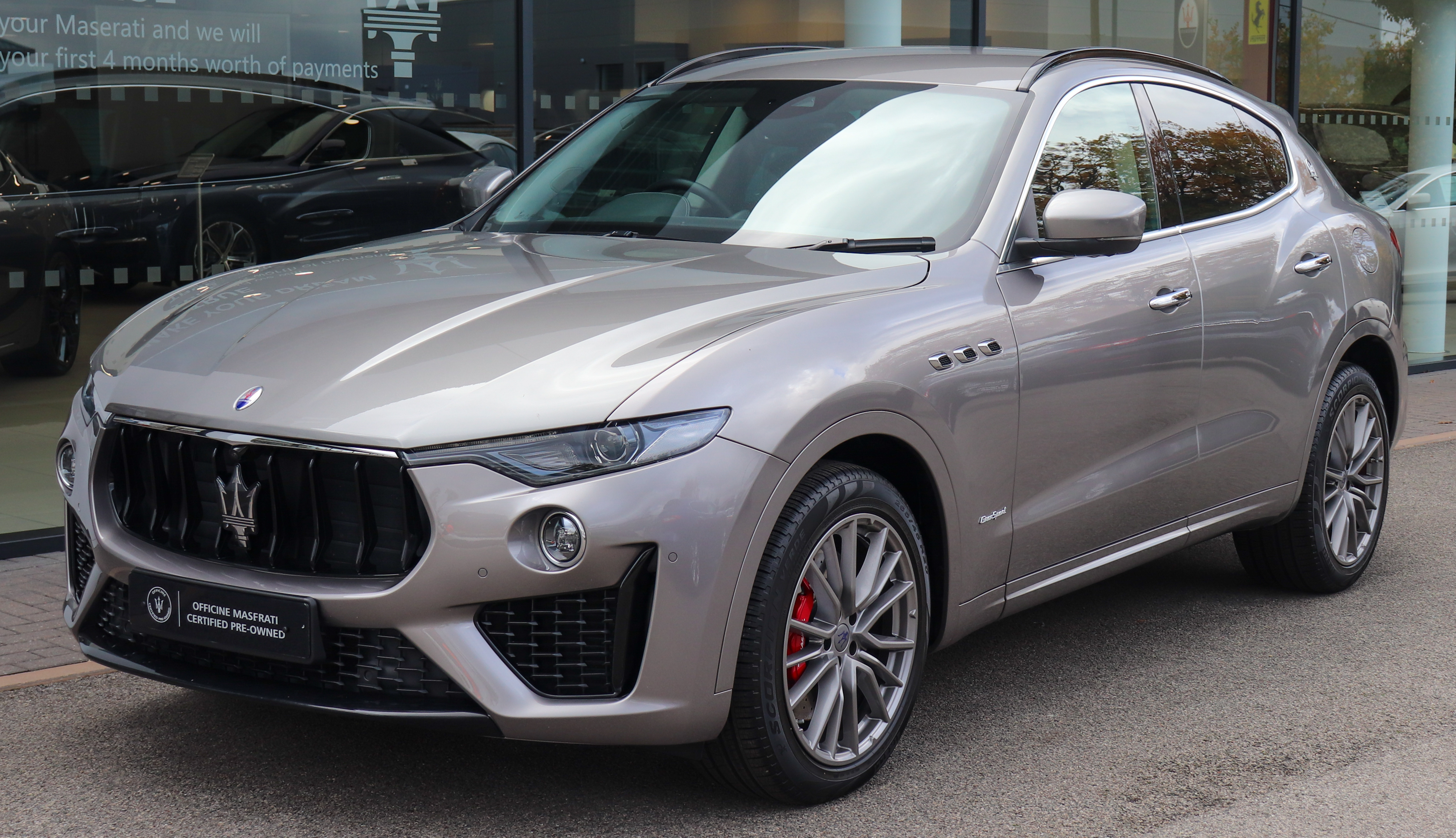
Levante V6 GranSport S Q4

### Levante
La Levante ha un motore benzina da 2979 cm³ biturbo da 350 CV, che la fa scattare da 0 a 100 km/h in 6 secondi e le fa raggiungere i 251 km/h di velocità massima.

### Levante S
La Levante S monta un motore benzina V6 di 2979 cm³ biturbo da 430 CV e 580 Nm, uno scatto da 0-100 km/h in 5,2 secondi e una velocità massima di 264 km/h.

### Levante GTS
Al Salone dell'automobile di New York 2018 è stata presentata la versione GTS. Monta un motore V8 biturbo di 3,8 litri, lo stesso della Quattroporte, che arriva a 530 CV di potenza, 730 Nm di coppia tra i 2.500 e i 5.000 giri, di produzione Ferrari. In questo modo le prestazioni sono portate a 292 km/h di velocità massima e 0-100 km/h in 4,2 secondi. La versione destinata al mercato nordamericano raggiunge invece i 550 hp (558 CV).

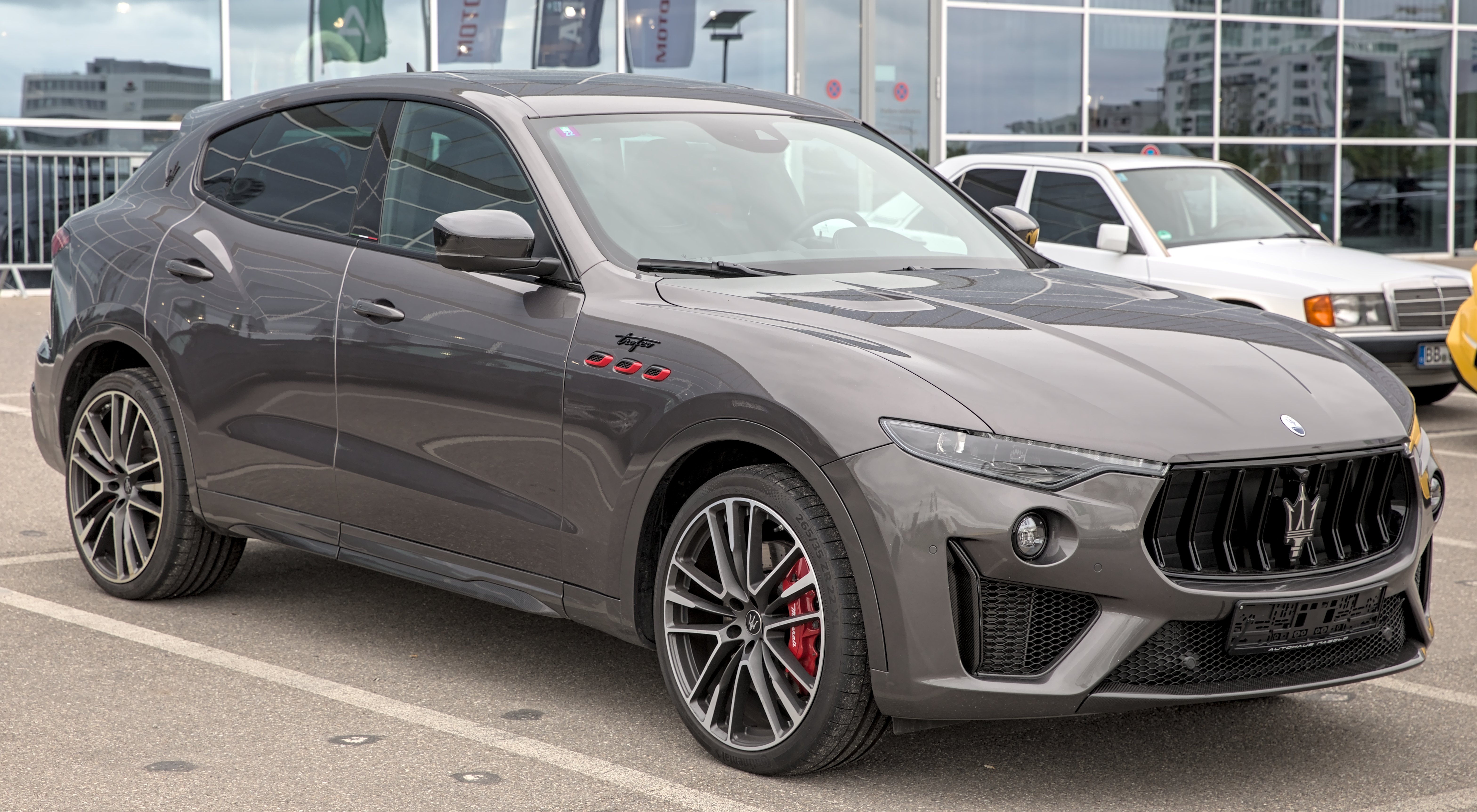
Levante Trofeo

### Levante Trofeo
Al Salone dell'automobile di New York 2018 è stata presentata la versione Trofeo. Monta un motore V8 biturbo da 3,8 litri, lo stesso della Quattroporte, che arriva a 580 CV di potenza, 730 Nm di coppia tra i 2500 e 5000 giri, di produzione Ferrari. In questo modo le prestazioni sono portate a 304 km/h di velocità massima e 0-100 km/h in 3.9 secondi. Per il mercato nordamericano il propulsore è ulteriormente potenziato a 590 hp (598 CV).

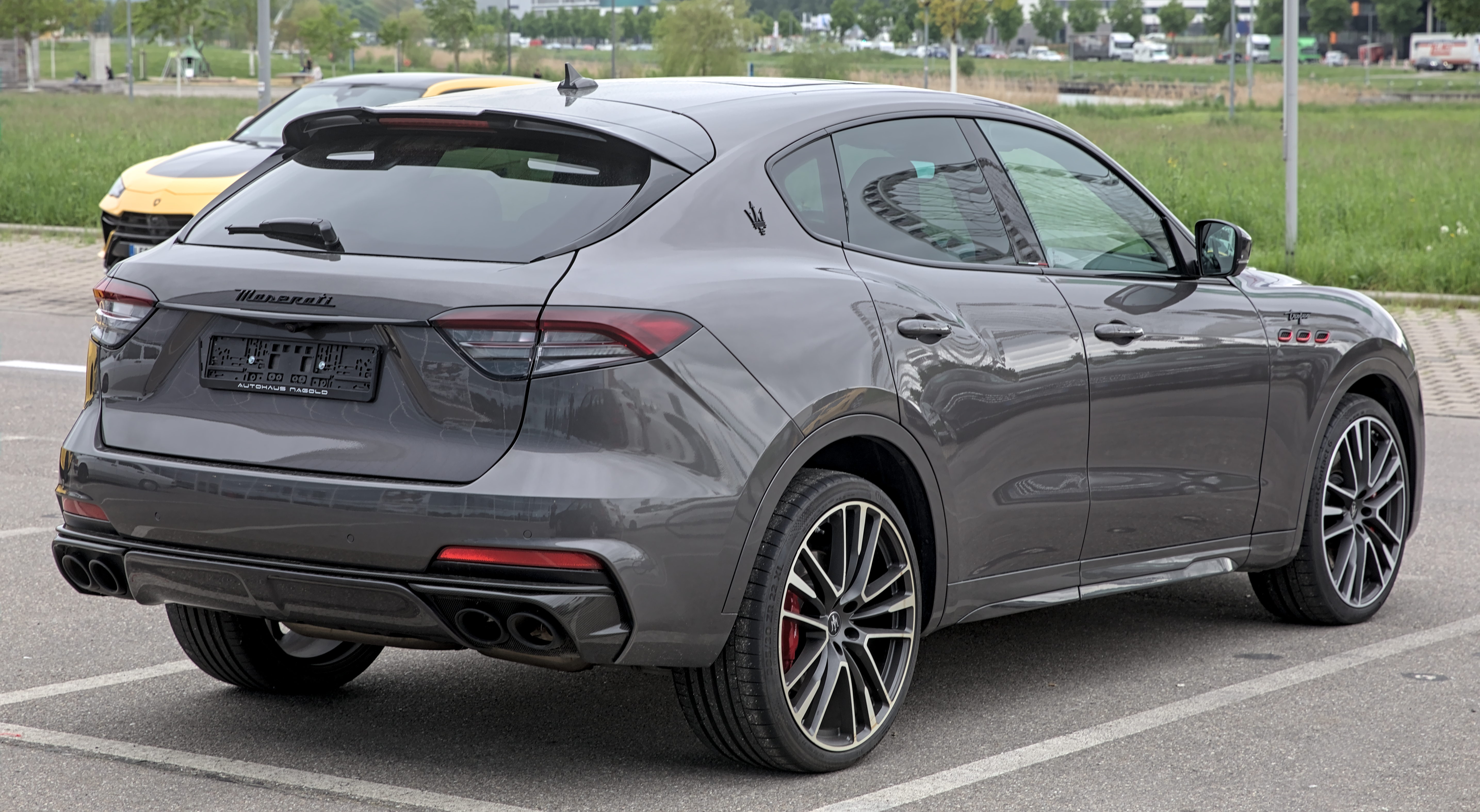
Levante Trofeo

### Levante Diesel 250 CV
La Levante Diesel è equipaggiata con il motore 3.0 V6 turbodiesel (A630 DOHC HP) prodotto dalla VM Motori con tecnologia Multijet II da 2987 cm³ erogante 250 CV e 600 Nm, uno scatto da 0-100 km/h in 7,3 secondi e una velocità massima di 225 km/h.

### Levante Diesel 275 CV
La Levante Diesel ha un motore V6 turbodiesel Multijet II da 2987 cm³ da 275 CV e 600 Nm, uno scatto da 0-100 km/h in 6,9 secondi e una velocità massima di 230 km/h.

### Levante Hybrid
Presentata al Salone dell'automobile di Shanghai, la versione Hybrid è equipaggiata con lo stesso gruppo motore-trasmissione della Ghibli Hybrid composto dal quattro cilindri benzina 2.0 GME a iniezione diretta con turbocompressore che eroga 330 cavalli e 450 Nm di coppia massima a 2250 giri/min ed è abbinato al sistema ibrido leggero di tipo BSG a 48V con eBooster (compressore elettrico che lavora in serie con il turbo). La batteria da 800 Wh è agli ioni di litio. Il cambio è l’automatico ZF 8HP ad otto rapporti e la trazione è integrale. La casa dichiara un peso inferiore di 24 kg rispetto alla versione 3.0 V6 benzina e un bilanciamento dei pesi al 50-50.